# 加德纳 (以色列)

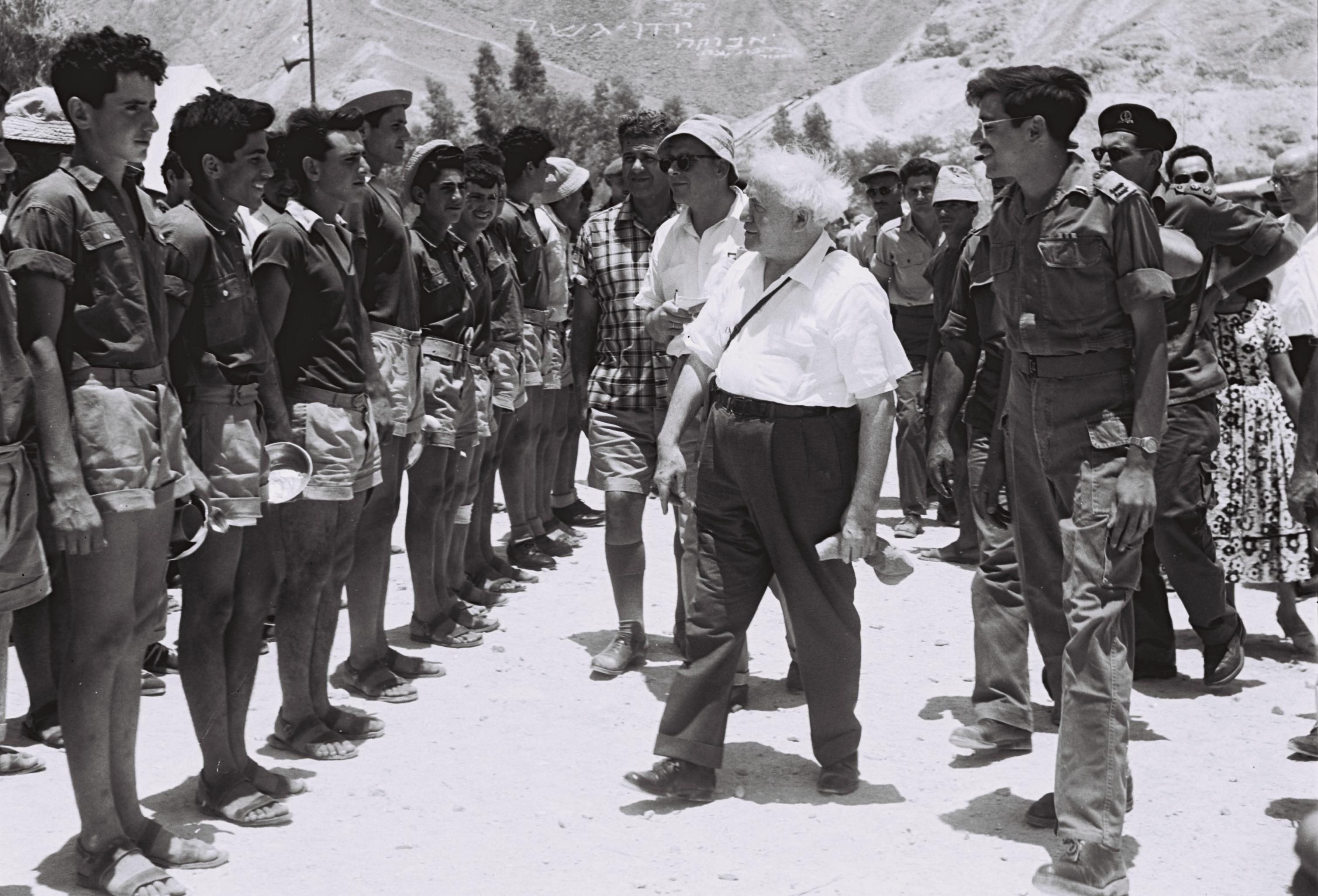
1957年參與加德納計畫的青年

加德納（希伯來語：‎）是以色列的一個軍事計畫，內容是要求該國青年在名叫「納哈爾」的一個步兵旅，為預備參加以色列國防軍和邊境警察的義務兵役，進行為期一周的軍事和紀律訓練。每年約有19,000名本國青年受訓，而外國青年也可以參加。

## 歷史
加德納是Gdudei No'ar（希伯來語：‎）的縮寫，以色列獨立前就已經成立了，其最早的目的是要培養滿足各種需要的戰鬥人員。受訓者投入了1948年的阿以戰爭，尤其是在耶路撒冷的前線。

## 服裝

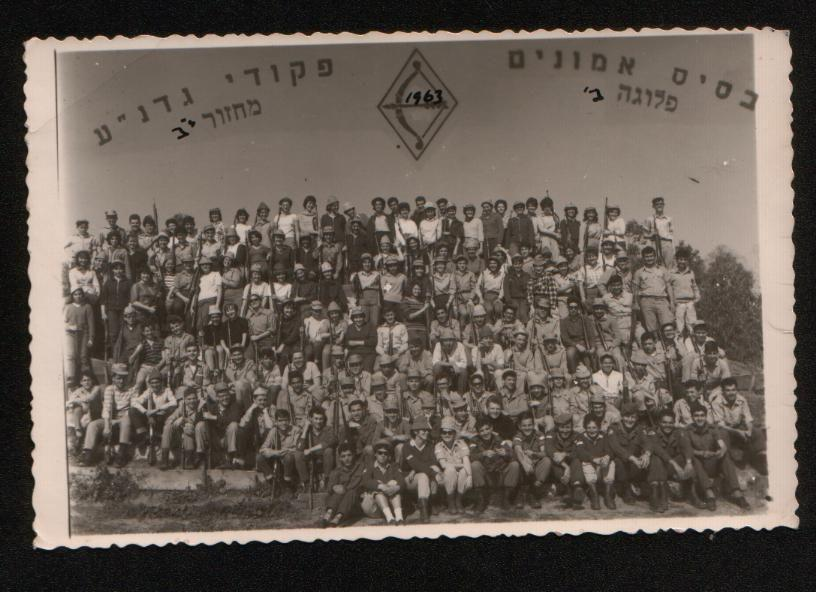
1963年的應屆計畫參與者大合照

加德納計畫裡，指揮官、警官與軍官需配戴納哈爾步兵旅的綠色貝雷帽，但是帽子上的納哈爾徽章以及衣服肩膀上的納哈爾標記，則用教育暨青年軍團的徽章和標記取代。
指揮官在他們的左肩配戴飾帶。受訓者配發工作服、B級制服、軍用腰帶、水壺和水壺袋。入訓時，每人還會發一頂鴨舌帽，必須隨時配戴。女性則必須束髮。
參加計畫的青年被分成數小隊，並住在帳篷或軍隊營房。每一個小隊會選出兩個青年指揮官，最高的青年指揮官會在他衣服的左肩繡上多種顏色條紋的肩章。第二高的青年指揮官是中士，他衣服的左肩會繡上全黑的肩章。

## 結構組織
自加德納計畫成立以來，就有不少軍事基地是計畫執行的場所，但時代變遷，截至2008年底，僅剩3個基地依舊存在。

### 現役基地
依基地規模大小排列：
- 博克加德納基地（Sdeh Boker Gadna Base），位於以色列 內蓋夫沙漠。
- 泰西門加德納基地（Tzalmon Gadna Bas），位於以色列 下加利利。
- 捷諾加德納基地（Joara Gadna Base），位於以色列 馬拿西平原（英语：Plain of Manasseh）。

以色列國防軍預計會在2009年至2010年對這些基地進行設備升級和改造計畫。

## 青年在軍營的生活

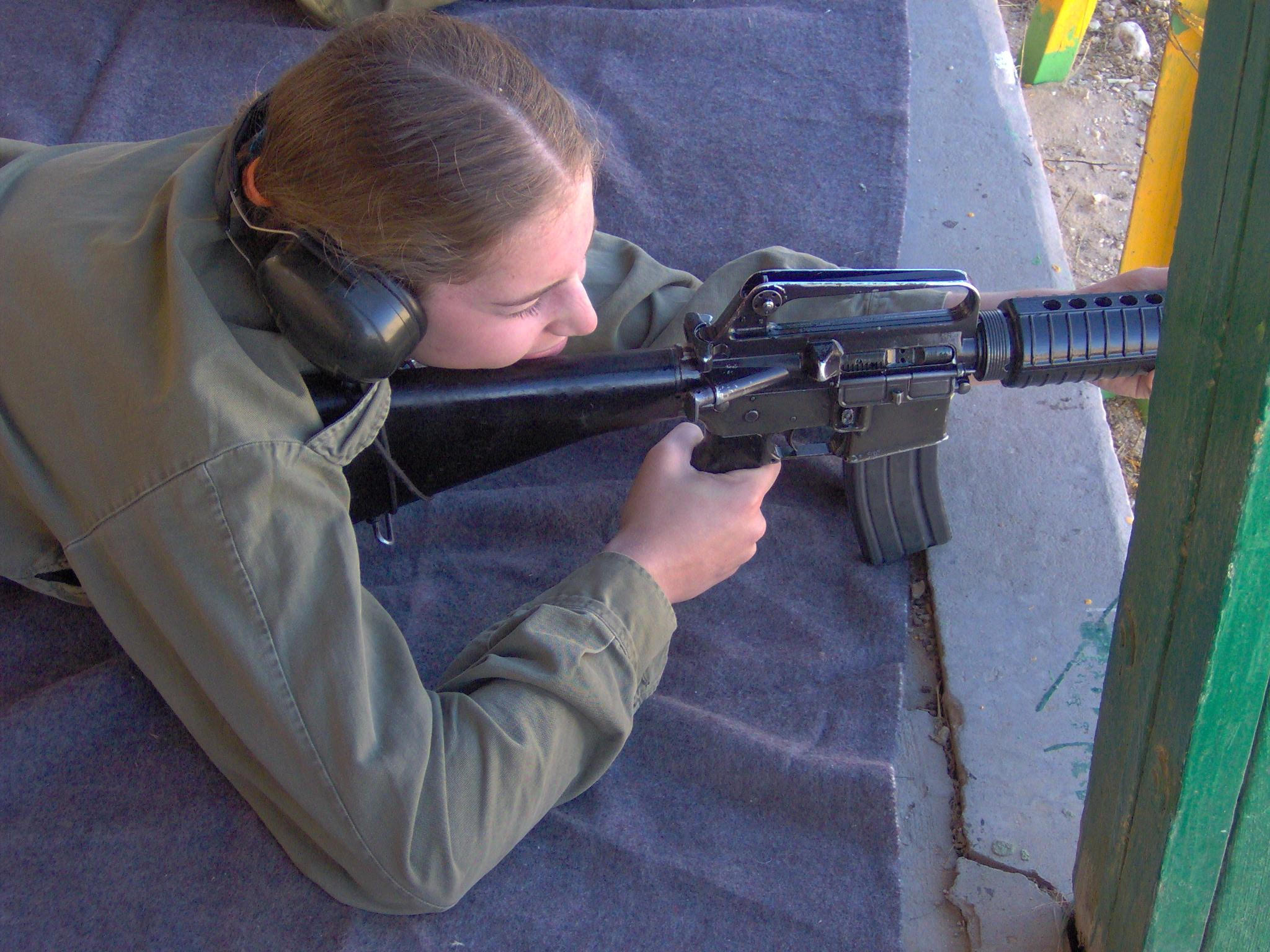
一名參與者正練習使用M16突擊步槍

在這為期一周的訓練裡當地青年與外國青年所受的訓練是差不多的，不過當地青年要接受的訓練更嚴苛，甚至時間更長，以達到以色列國防軍的基本要求。加德納參與者過著早睡晚起的生活。他們的課程包括如何拆解清潔武器、學會使用M16突擊步槍。他們還必須了解以色列軍事的歷史與國防軍軍歷代著名人物。參與者也得做些維護基地的工作，像是清潔環境和在廚房做事。

## 爭議
加德納計畫被一些專家學者批評「過於軍事主義」。